# Pic Bayle
Pour les articles homonymes, voir Bayle.
Le pic Bayle est un sommet de France, point culminant du massif des Grandes Rousses, en Isère.

## Géographie
Son altitude de 3 465 mètres est supérieure d'un seul mètre à celle de son voisin le pic de l'Étendard situé au nord. Son versant oriental est couvert du glacier des Malatres qui rejoint le glacier des Quirlies situé en contre-bas.

## Histoire
La première personne à avoir gravi le pic Bayle est Joseph Ferdinand Auguste Bayle, né le 31 août 1841 à Cornillon-en-Trièves (Isère) et fils de Pierre Bayle et Olympe Félécité Desmollins. Il est décédé le 24 mai 1880 à Oz (Isère) d'une maladie cérébrale consécutive à une bronchite extrêmement grave. Il était curé et alpiniste.

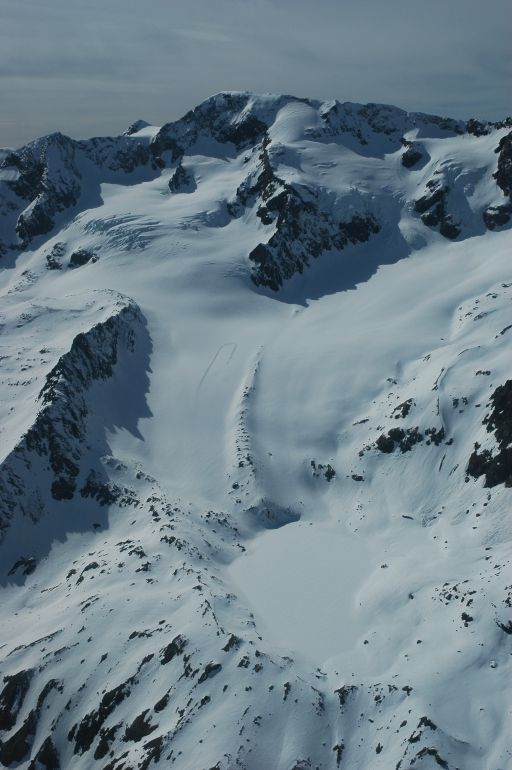
En contrebas du sommet, le glacier et le lac des Quirlies recouverts de neige.